# ステルス性

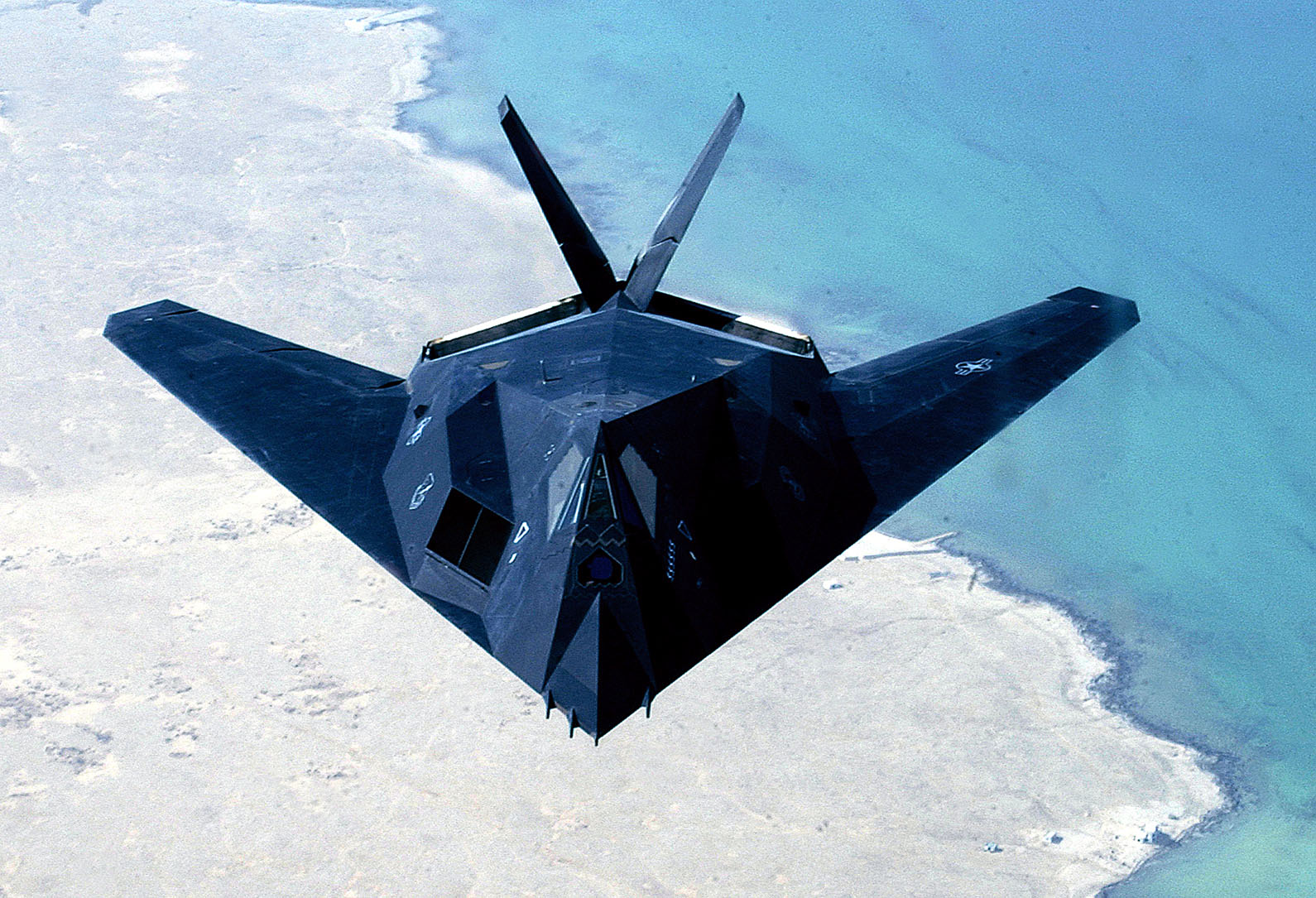
F-117 ナイトホーク ステルス攻撃機

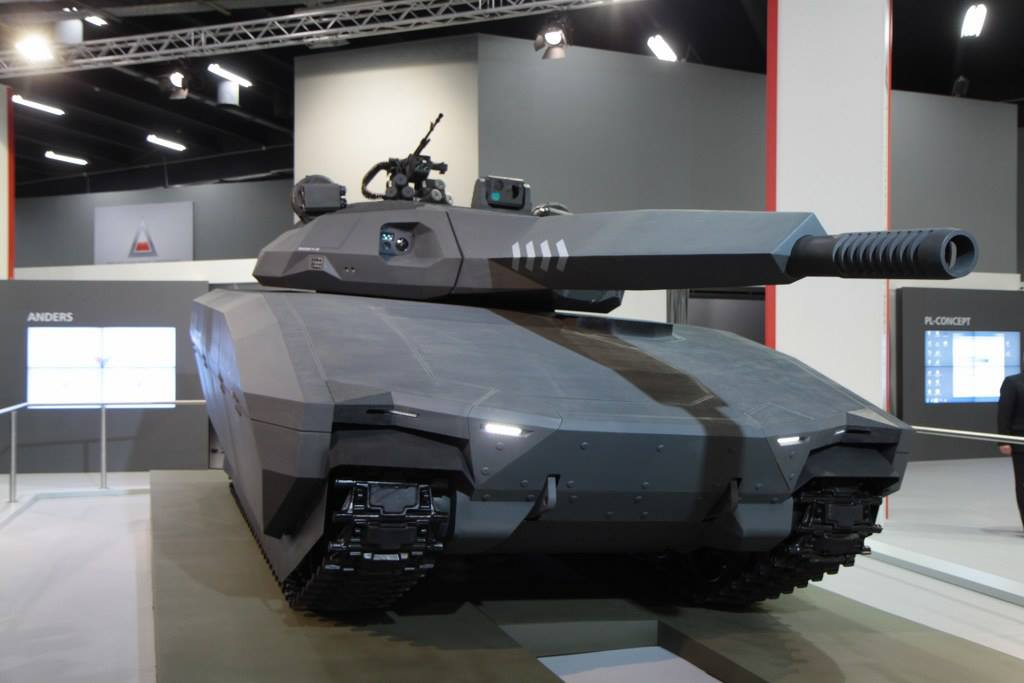
PL-01ステルス戦車

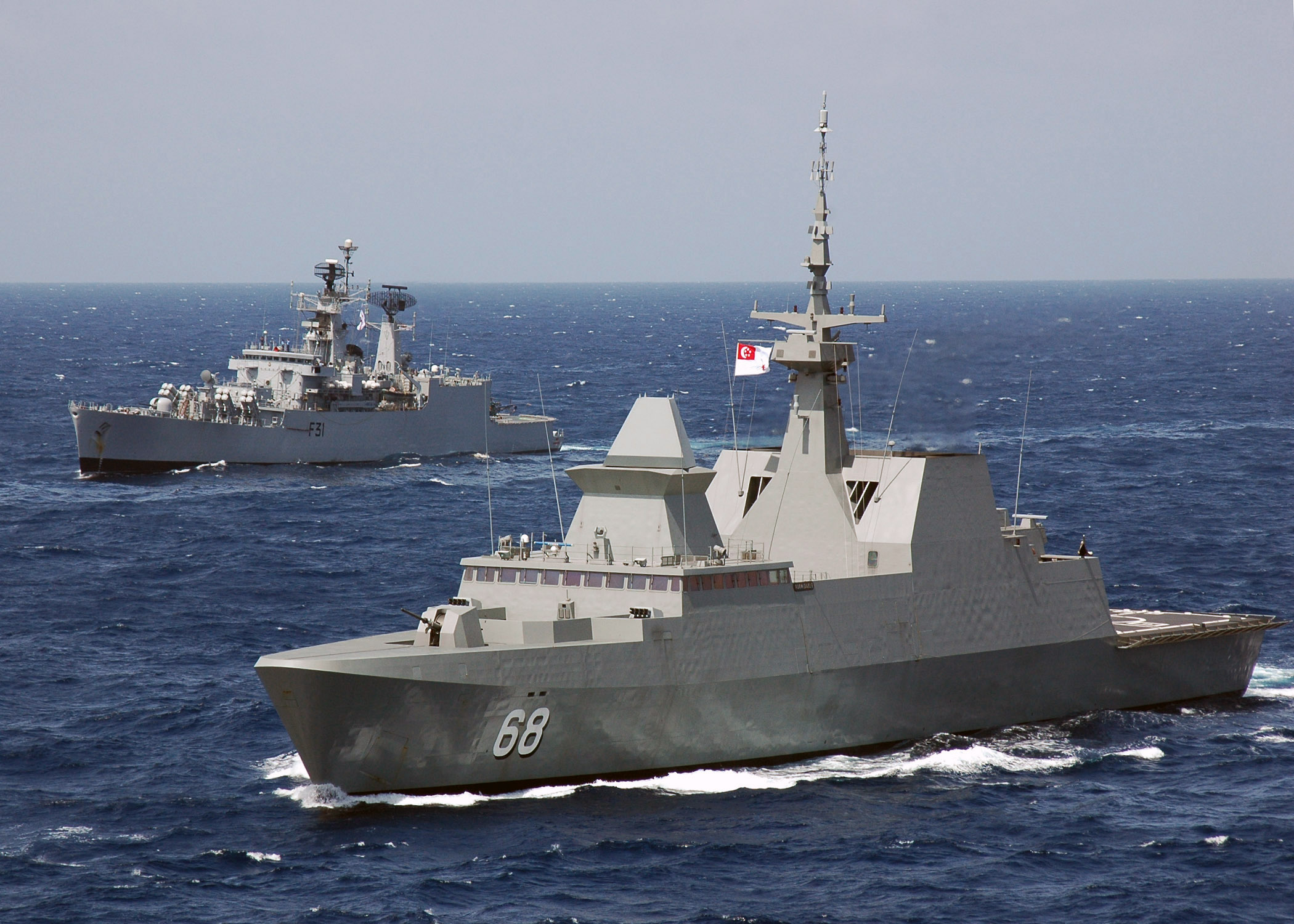
フォーミダブル級フリゲート

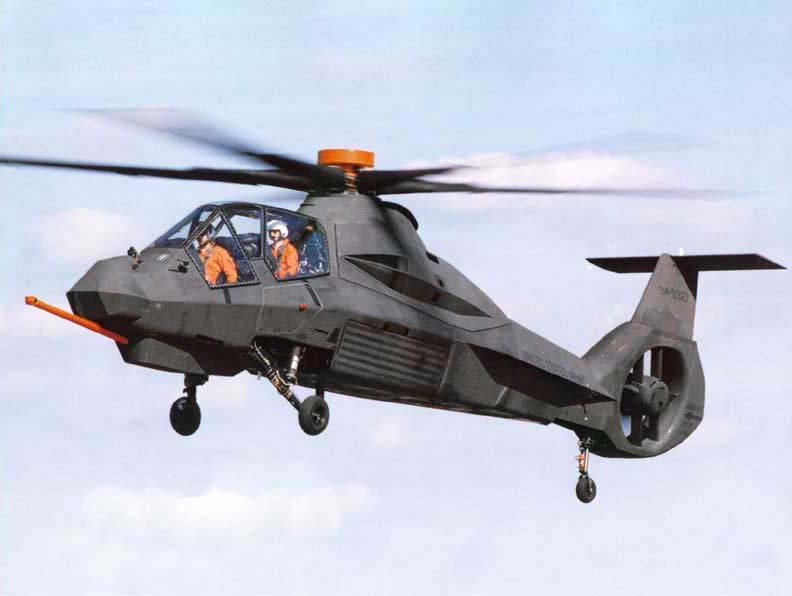
RAH-66 コマンチ

ステルス性（ステルスせい、英: stealth）とは、軍用機、軍艦、戦闘車両等の兵器をレーダー等のセンサー類から探知され難くする軍事技術の総称である。単にそれらの技術を取り入れて開発された兵器を指してステルスと呼ぶ事もある。ステルス性という言葉は「ある兵器がセンサー類からどの程度探知され難いか」という事を相対的に表す。正式な軍事用語としては低観測性 (low observable) と言い、略してLO特性などと呼ぶ。

## 概要
ステルスの本来の意味は「こっそり」「隠れる」などである。ステルス性を実現するための軍事技術が「ステルス技術」であり、電波の反射、赤外線の放射、地球の磁力線の変形、音響的被探知、視覚的発見の抑制などである。レーダーが発達した近代においては、非常に重要な技術であり、最新の兵器（特に車両や船舶、航空機）は多かれ少なかれ、ステルスを意識して設計されている。
妨害電波（ジャミング）やチャフ、フレアなどの能動型電子対抗手段（電子的に欺瞞すること）は、ステルスではなく「ソフトキル」と呼ぶ。
人間の感覚器官による発見を防ぐための手段は、古くより行われてきた。例としては、忍者が足音を忍ばせたり、騎兵が馬の嘶きを消すこと、槍兵が穂先の反射光を消すこともステルス技術である。低騒音技術、低視認技術（カムフラージュ・代表例は迷彩）など、環境全般に影響を減らし発見されるのを防ぐ行為もまた、広義のステルスといえる。
ステルス兵器といえど、絶対に発見されないわけではない。自ら通信用の電波を発信したりレーダーを照射した場合およびレーダーに近付いた場合、または飛行機雲によって発見される恐れもある。

## 電波ステルス

### 原理
まずレーダーが物体を探知する仕組みについて説明する。
1. レーダーが電波を飛ばす
2. その電波が物体に当たり、誘導電流が発生する
3. 誘導電流から電波が発生することで反射波となる
4. レーダーがその反射波を拾う
5. 発信と受信の時間差から物体との距離が、アンテナの放射特性から大体の方向が判る

ステルスで議題となるレーダーとは全て一次レーダーである。航空交通管制に使用しているトランスポンダと情報を交換するような二次レーダーが議題となることはない。
電波が物体に当たっても反射波が戻ってこなかったり、反射波をレーダーが拾えなければ、レーダーは物体を探知出来ない。レーダーは反射波を捉えることによって物体の存在を探知している。そこで、以下の2点を工夫することでステルス性を向上できる。
- 電波が来た方向へ電波を反射しない（あらぬ方向へ受け流す）
- 金属は電波を反射し易いので、電波を反射し難い・吸収する物質に換える

それぞれは「形状制御技術」と「電波吸収体技術」によって実現化が図られている。

### レーダー反射断面積

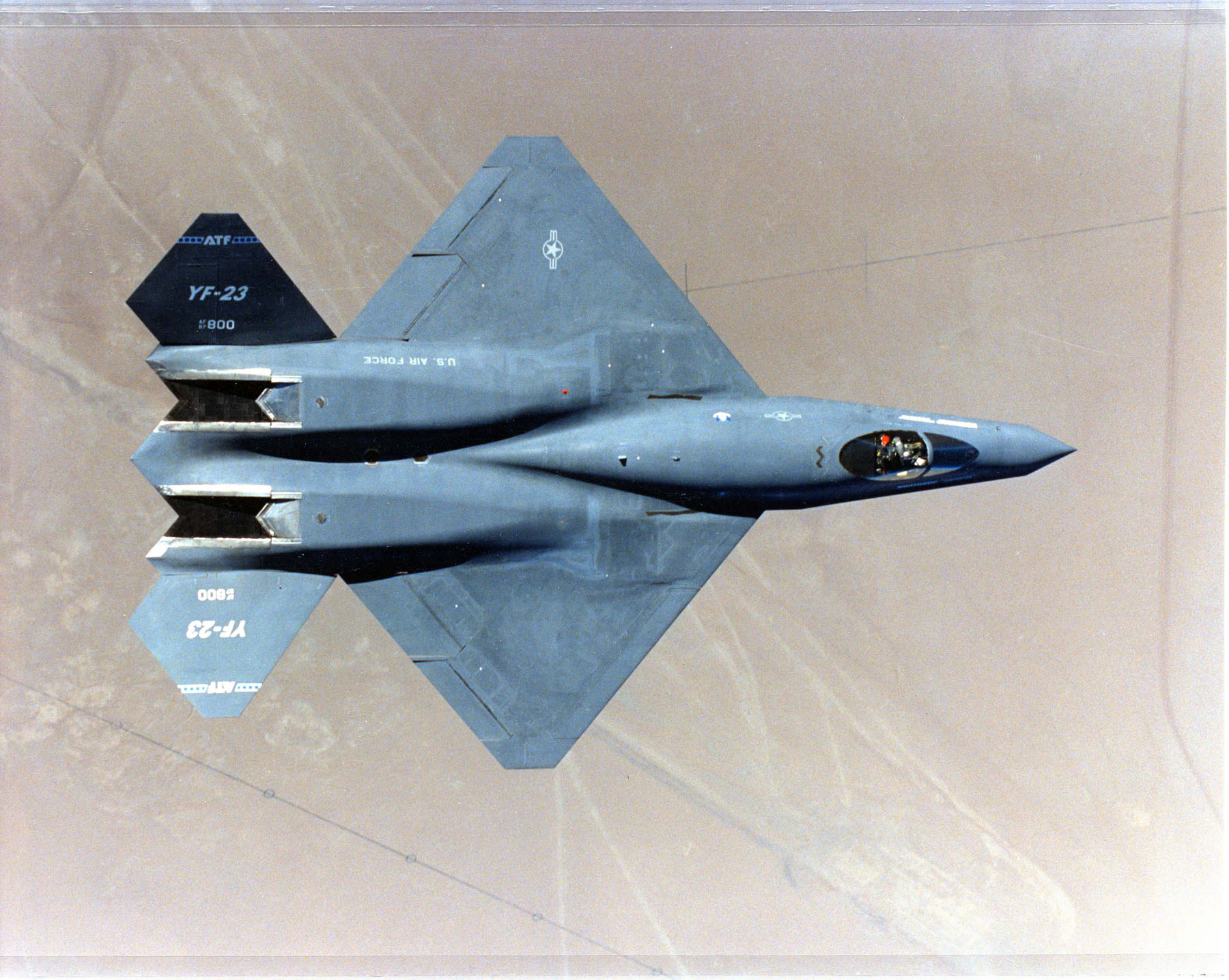
YF-23 ブラック・ウィドウ II

電波に対し、どれだけのステルス性を持っているかを表す値としてRCS(Radar cross section, レーダー反射断面積)という言葉が使われる。この値が小さければそれだけレーダーに探知される距離が短くなる。特に断らない限りはRCSが最小となる正面での値が、書籍などでのRCS値となるが、RCS値は全ての方向からのものが存在する。
{\displaystyle \sigma =\lim _{R\to \infty }4\pi R^{2}{\frac {|E_{r}|^{2}}{|E_{i}|^{2}}}}
{\displaystyle \sigma }：RCS値

{\displaystyle |E_{r}|}：入射電界強度

{\displaystyle |E_{i}|}：受信散乱電界強度

R：目標とレーダーとの距離
RCSは面積の次数で表せるが、1m2との比較をデシベルで表記することもよく行われる。単位はm2又はdBsm(DEcibel squared meter、デシベル・スクエアメーター)で表す。例えば1m2は0dBsm、2m2は3dBsmである。
次にレーダーの方程式を示す。
{\displaystyle P_{r}={\frac {P_{t}G^{2}\lambda ^{2}\sigma }{(4\pi )^{3}R^{4}}}}
{\displaystyle P_{r}}：レーダーの最低受信電力

{\displaystyle P_{t}}：レーダーの尖頭電力

G：アンテナ利得

λ：波長
レーダーの最低受信電力{\displaystyle P_{r}}が判れば、RCSがσである目標からの最大探知距離 Rmax は次の式で計算できる。
{\displaystyle R_{max}={\frac {P_{t}^{\frac {1}{4}}G^{\frac {1}{2}}\lambda ^{\frac {1}{2}}\sigma ^{\frac {1}{4}}}{P_{r}^{\frac {1}{4}}(4\pi )^{\frac {3}{4}}}}}
上記の式より、探知距離はRCSの4乗根に比例する。例えば、B-52のRCSが100m2でF-117攻撃機のRCSが0.025m2とすれば、(100/0.025)1/4 = 8倍のレーダー探知距離の差が生じる。また、探知される距離を2分の1にしたいのなら、RCSはその4乗の16分の1にする必要がある。
RCSはなにか直接の反射面積を表している訳ではなく、あくまで軍用機の電波に対する低発見性を数値化して比較するためのものである。RCSが0.01m2だから10cm角四方の金属板と同じ反射であるといった表現は、よくある間違いなので注意が必要である。例えば1m2の金属板がレーダーに直角に位置する時のRCSは14,000m2であるように、一般に反射面積とRCSの値は異なる。

### 兵器種によるステルスの差

B-2 スピリット 三面図

戦闘の際に相手のセンサー類に捕捉され難いという事は、それだけ相手より優位に立てる事を示している。その為、現在において各国のステルスへの注目度は高く、今後もステルス性を考慮した各種の兵器が開発されていくと思われる。
一般的に軍用機は敵に発見された場合のリスクが比較的大きく、それを最小化できるステルス技術が重視されている。軍艦等では堪航性に支障が出ない程度のステルス性を持たせているものが多い。戦闘車両に対して空中からのレーダーによる探知が始まってはいるが、今のところはまだ限定的なためや地上車両に対するそれほど有効な技術が存在しないために、電波に対するステルス性はあまり考慮されてはいない。多くは目視に対するカムフラージュや赤外線への対策を行っている程度である。

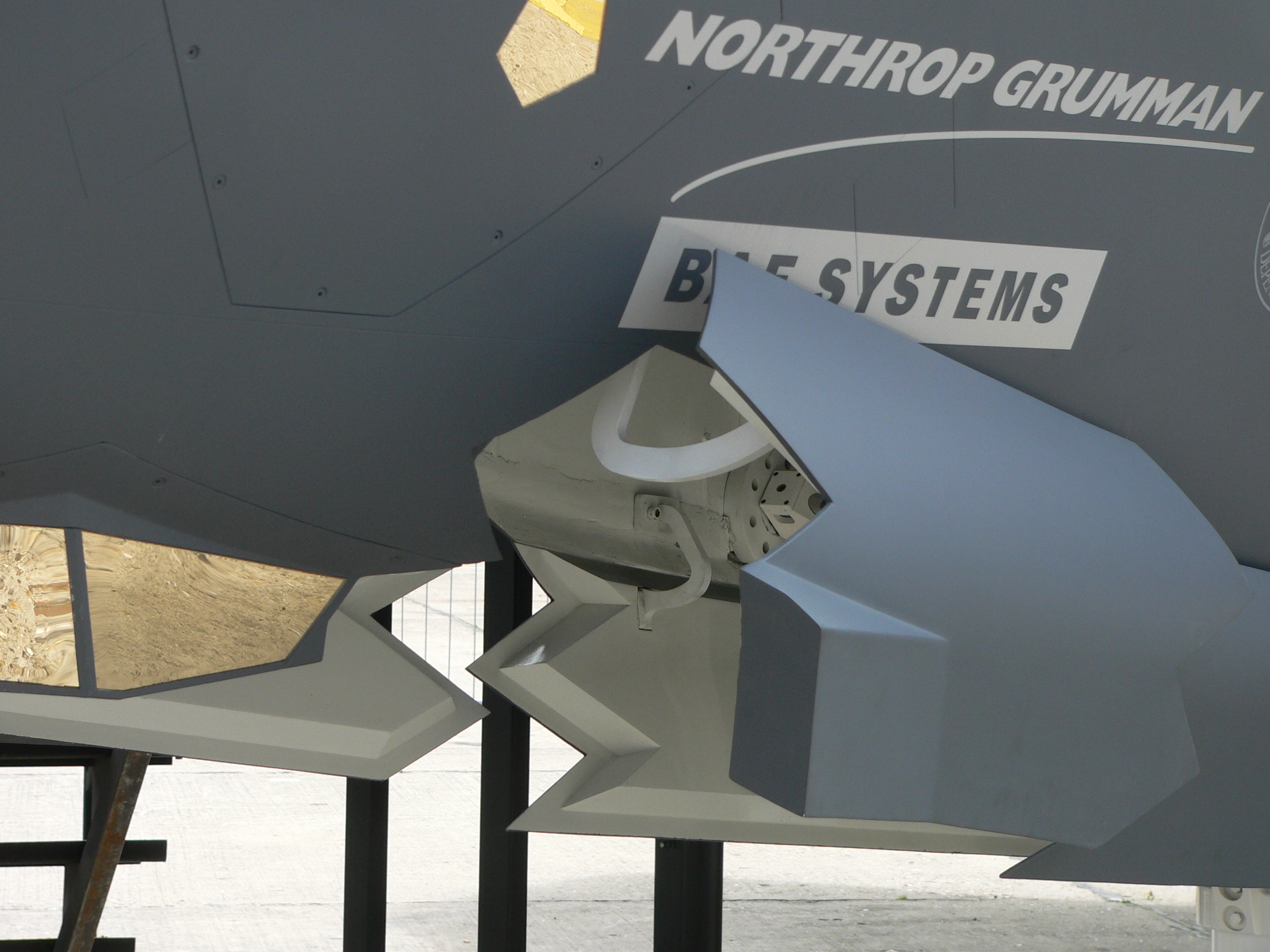
JSF F-35 ライトニングII 一定の形状は良好なステルス性をもたらす

### 形状制御技術
形状制御技術はステルス性を求める兵器にとって重要である。
以下の形状はレーダー断面積を増大させる。形状制御技術は兵器の外面にこれらの形状が露出するのを避ける。
- 機体形状における平面のほぼ全てについて、平面電波の飛来方向に垂直となる様に角度を統一(平面整列(Planform Alignment))
- 二面や三面で構成される直角凹面（コーナーリフレクタ形状）
- 電波の飛来方向に対してレーダー波の半波長の整数倍の長さを持つ物体
- 鋭角な構造物

艦船ならば、上部構造物の外面や艦舷を単純平面で構成しこれを垂直方向から斜めに傾けることで、多くの場合に水平方向から放射されるレーダー波に対してその反射波を同じ水平には戻さない。アンテナ・マストにはAEM/S（先進型閉囲マスト/センサー,Advanced Enclosed Mast/Sensor）と呼ばれる単純平面で構成されたFSS機能を備えた覆いを被せる。などの工夫を行っている。

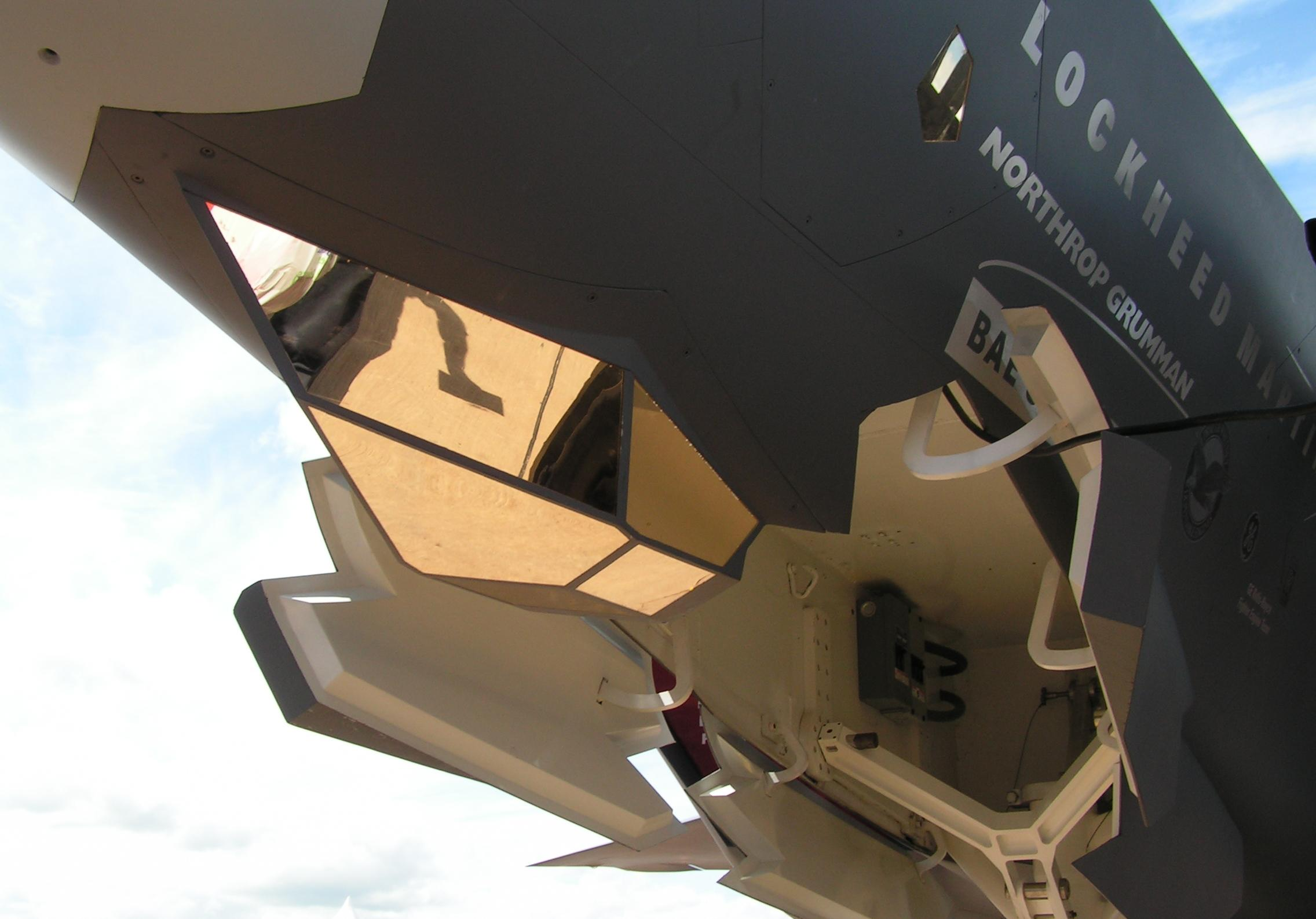
F-35のETOS後部の前脚格納部

軍用機では、主に正面下方からRCSに注意を払い、側面方向にも気を配っている。元々流線型の機体であるため、正面からのRCSは比較的良好であるが、ジェットエンジンの吸気口からコンプレッサーのファンブレードが見える場合は、吸入流路を延長湾曲して隠したり、斜めに取り付けたメッシュやグリッド状の部品によって電波反射を抑える必要がある。
自機のアンテナを覆う機首レドームにFSS機能つまり電波の選択透過性を備えた遮蔽材を使用する。戦闘機や攻撃機なども機外に搭載するものがある場合にはRCSが悪化するので、出来るだけ機内への収容が求められる。
側方への配慮として、垂直尾翼を斜めに傾けるか備えないで済ます。機体側面は主翼付け根から機首まで水平方向への張り出しを付けるか、全翼機として胴体側面から垂直面を排除するなどの工夫を行っている。
また反射波を全て同じ方向に返すため、上から見ると機体の主翼、水平尾翼、エンジン前縁の角度を同一とし、正面から見ると、垂直尾翼とエンジン側面の角度が同一とする工夫が行われている(F-22の三面図参照)。

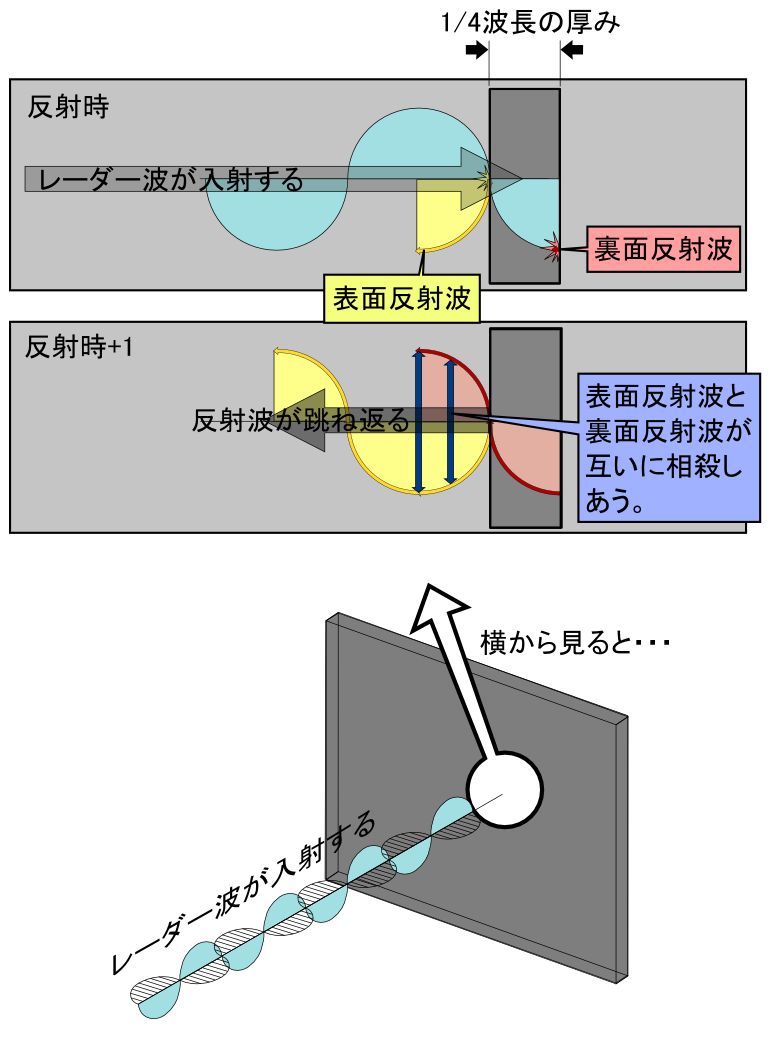
波長によるレーダー電波の無効化
レーダー波の一部は反射体(または電波吸収体)の表面で反射され、一部は内部に浸透して裏面で反射される。反射体の厚みがレーダー波の1/4波長の時は内部に浸透した波が往復の距離分、つまり「1/4+1/4＝1/2=半波長」の分だけ遅れて表面からの反射波に重なるため、干渉し互いに打ち消し合う。

流体工学ノズル
流体工学ノズル（fluidic nozzle）を使用したベクトル・スラスター・ノズルも構造が単純化されている分、ステルス性の向上に寄与するため、今後の実用化が検討されている。
キャノピー
コックピット・キャノピーにもレーダー波を反射する薄膜によってコートされている。材質は蒸着金薄膜やインジウムとスズの酸化物(In2O3とSnO2の混合物)による薄膜が用いられる。 このためほとんどのレーダー波はキャノピー表面で反射され、操縦席付近の複雑な形状の電子機器や機体内部面によって生じる乱雑な反射波は最小限に抑えられる。パイロットのヘルメットの電波反射の低減も検討されている。
プラズマ・アンテナ
プラズマを使ったアンテナである。

プラズマ・アンテナではガラス管などに封入した希薄ガスに電波周波数で放電電圧を印加して放電を起こさせる。このプラズマがそのままアンテナとなり電波が放射される。電圧の印加を停止すればプラズマはガスに戻り電波の放射は停止される。プラズマ・アンテナは放射器としてだけでなく、反射器としても機能する。また入射電波の受信も可能であるとされる。
ステルス性の観点では対象物の大きさも影響する。Xバンド（8-12GHz）では波長3cm以上であるが、Cバンド(4-8GHz)やSバンド(2-4GHz)での対象物の部分的な長さがレーダーの波長と共鳴することも考慮される。また反対に1/4波長の厚みを持った電波吸収体に入射したレーダー波は表面と裏面の2ヶ所からの反射によって互いに打ち消しあって、上手くすれば消滅する。

### 電波吸収体技術

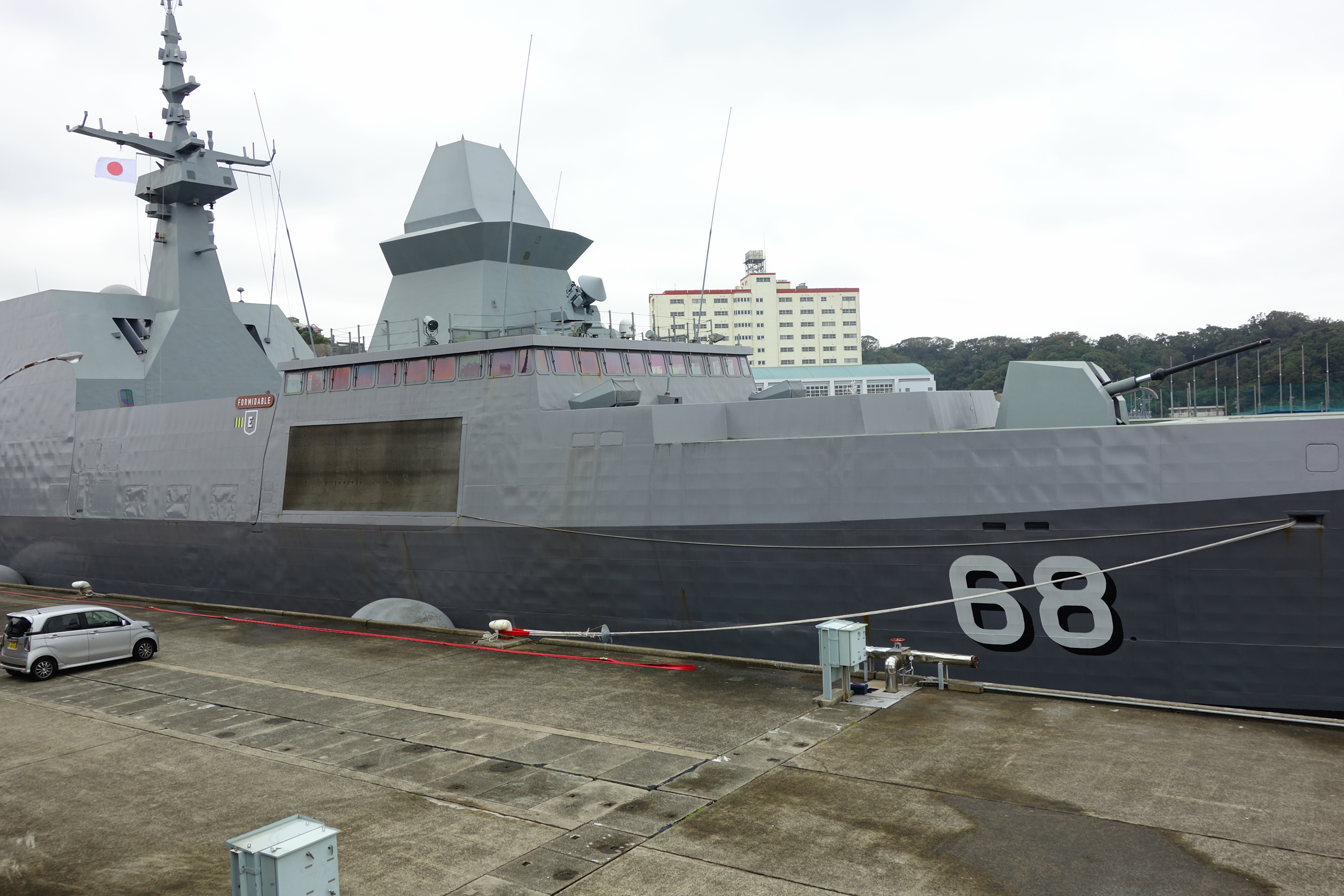
RSS Formidableの短艇収納部を覆う電波吸収シート（艦橋下）

電波吸収体技術は形状制御技術ではコントロールしきれなかった鋭角などに、電波吸収体または電波吸収材料(Radar absorbent material、RAM)と呼ばれる物質を使って電波を吸収し反射波を減らす技術である。電波吸収材料は大きく3つに分かれる。
- 導電性電波吸収材料は材料内部の抵抗によって電波によって発生する電流を吸収するものである。導電性繊維の織物によって優れた電波吸収体が実用化されている。
- 誘電性電波吸収材料は分子の分極反応に起因する誘電損失を利用するが、誘電体単体では大きな損失は望めないので、カーボン粉などをゴム、発泡ウレタン、発泡ポリスチロールなどの誘電体に混合して見かけ上の誘電損失を大きくしたものが開発されている。
- 磁性電波吸収材料は磁性材料の磁気損失によって電波を吸収するものである。鉄、ニッケル、フェライトを使用して電波を吸収できるが、重くなるのが欠点である。

また、使用する形態によっても電波吸収体は分けられる。
- 構造材型は構造材自身に電波吸収体の機能を持たせた、2つの機能を兼ね備えた部材を使用する技術であり、構造が単純で軽量化できるので実用化されつつある。
- 貼付型は外面に電波吸収体を貼り付ける形態であり、ゴムシート状のフェライトやカーボンが使用される。電波暗室では発泡スチロールが使われる。重量が増す。
- 塗装型は外面に電波吸収体を塗装する形態であり、厚さを一定にするのが困難なため対象周波数に対する精度が保てない点や、厚く塗る必要があることからはがれ易い点に問題がある[1]。

電波吸収体は、電波特性、角度特性、偏波特性、付加特性(重量、耐熱性、耐候性、施工性、価格など)の特性が考慮される。カーボンマイクロコイル(CMC)を使用することで幅広い帯域に対する電波吸収が実現出来る。コイル径が1-10μm、長さは0.2-10mm程度で、ポリウレタンのような支持基材中に添加量が1wt%-1.5wt%が-15dB以上の最も効率的な吸収を示す。
また、EMファイバーと呼ばれる、ガラス繊維や合繊繊維中に吸収する波長の2倍の長さのステンレス繊維を分散させた電波吸収材がある。電波吸収体は、インピーダンスの異なるいくつかの層を重ねることで、入射電波を逃がさないようにできる。入射側は低インピーダンスとして、内部深くに電波が進むにつれてインピーダンスを高くし、電波の反射を抑えながら効果的に吸収・消滅させることが図れる。
誘電性の吸収材料を使用して{\displaystyle {\frac {\lambda }{4}}}の厚みを持たせると、誘電率{\displaystyle {\boldsymbol {\epsilon }}_{\gamma }}に対して{\displaystyle {\frac {\lambda }{\sqrt {4{\boldsymbol {\epsilon }}_{\gamma }}}}}に減らすことが出来る。

### RAM
今のところRAMの塗装型は高価であるという点やメンテナンスに手間が掛かるという点で問題がある。一部には、赤外線放射率が異なる塗装で各部を塗り分け、赤外線映像として見た際に、航空機の形状として認識されづらいように配慮した機種もある。
現在実用化されているステルス航空機の機体色は、マットブラックかダークグレー系が大勢を占める。これは夜間運用時に効果的であると同時に、極端に高度を下げない限り日中でも比較的目立たない色であることが、その理由として挙げられる。そのため、現在ではレーダー反射塗料を使うと、必ずしもその原色であるダーク系カラーになってしまうという訳ではない。
なお航空機に高度なステルス性を持たせる場合、やはり機体をステルス性の高い形状にしなければならないが、航空機の場合、単純に「ステルス性に優れる形状」であれば良い訳では無く、同時に「良好な飛行が可能な形状」すなわち航空工学に基づいた形状も求められる。それらを両立する為に、設計には非常に複雑な計算を必要とする。また、開発・生産・維持のいずれの段階においても、高技術力と高コストの両方が要求される。特に維持は困難で、飛行中に霧や霜や埃が機体に付着したり、ビスの締めが甘く頭が少し表面から浮いただけでも、ステルス性は損なわれるといわれている(例えばB-2爆撃機の場合、一機あたりの価格が高い上に、整備には専用の格納庫を必要とする。国外の基地へ展開する場合、専用格納庫も一緒に展開する必要がある。それらの影響だけが原因では無いが、総生産数は当初の予定を下回る21機にとどまっている)。したがって費用対効果も悪くなりがちである。その為、技術力が追い付かない、あまりコストを割けない等の理由で形状の工夫が出来ない場合は、RAMを使用する等して、少しでもステルス性の改善を求めることも多い。
艦船や車両では、運用上の理由(RAM塗料は劣化が早く長期間の野外活動に耐えられない、陸上兵器は少しでもカムフラージュを行えばレーダーには元々映りにくい等)から、高価なRAMは使用せず、外観の形状に配慮をする程度である。

### F-117
F-117のステルス性は、その機体構造(概観の形状)からレーダ入射波を散乱及び後方背面波としてRCS(レーダー断面積)を下げているものと考えられる。この機体のステルスの特徴としては、レーダに対するRCS低減は全方位でなく前方方向と背面方向に対してRCSが極端に小さい。また運動性を犠牲にしているがステルス機の中ではRCSが最も小さい機体と考えられている。

## 赤外線ステルス
サイドワインダー・ミサイルのように飛行中の航空機が放つ赤外線を捕らえて自動追尾する対空ミサイルが多い。高空では周囲や背景の温度が低いため、パッシブ式赤外線画像装置で航空機自体の画像を捉えることもそれほど難しくない。これらパッシブ式赤外線センサーを備えるミサイルに対する最も単純で有効な対策は、自らの赤外線放射量を減らすことである。以下に航空機での赤外線でのステルス技術について示す。

### 赤外線放射抑制
一般に航空機は赤外線誘導ミサイルによって攻撃を受けることが多く、特にヘリコプターは低空を比較的低速で飛行するために最も危険である。自機からの赤外線放射による被発見性を低減するためには、高温で排気される燃焼済みガスを出来るだけ早く周辺大気に拡散させて温度を下げることや、高温となった排気ノズルなどを周囲に曝さない工夫が必要とされる。
固定翼航空機
排気ノズルを尾翼部で囲んで出来るだけ曝さない(A-10サンダーボルトII、F-22ラプター、F-35ライトニングII)
主翼上面部に排気することで下方からの赤外線探知を困難にする(B-2スピリット、YF-23ブラックウィドウII)
ジェットエンジンのバイパス比を高めて、燃焼に寄与しない空気量を増やすことで排気時の温度を下げる。
ヘリコプター

排気ノズルを周囲に出来るだけ曝さない
積極的に排気ガスを機体周辺の下降流に拡散させる工夫を備える(AH-64アパッチ)
テールブーム内に排気ガスを送りローターの代わりのノーターとして使うことで、テールブーム内での冷却と機体後部での早い拡散が行える

### 赤外線迷彩
航空機自体の画像を捉えて画像認識を行うミサイル・シーカーに対しては、赤外線反射率が異なる塗料を機体に塗布し、航空機としての形状の検出を困難にする。
フレアや赤外線レーザーの照射といったステルス以外の技術(「ソフトキル」と呼ばれる)は本項目では扱わない。それぞれの項目を参照されたい。

## 光学ステルス
可視領域の電磁波(光)での探知を困難にする技術(光学迷彩)は実用化されていないものの、研究は行われている。いわば「見えない兵器」を実現しようというもの。
電磁波である可視光をねじ曲げて、その途中に存在する物体を目に見えないようにする技術が考えられている。2006年10月20日付けのUSA Today紙はデューク大学のデービッド・スミスを中心とした研究グループが同様の理論でマイクロ波(可視光ではない)をねじ曲げる事に成功したと報じた(詳細な内容はアメリカの科学雑誌 Science に掲載された)。現在はまだ確立していない技術であるが、理論的には同じ方法で可視光をねじ曲げる事が可能で、実現可能であると主張されている。この技術によって目に見えない究極の戦闘機等を作成可能かもしれないが、問題は外から戦闘機が見えないのと同様に戦闘機からも外が見えなくなる事である。
他のアプローチとしては、カメラとディスプレイ装置を組み合わせる方法がある。カメラで撮影した映像を、カメラの後方に設置したディスプレイで表示する。原理的には、後方から見た場合に「何も無い」ように見えるように調整できるはずである。これを前後左右に設置すれば、四方から見ても何もないように見える事になる。問題は、見る角度がずれてしまえば、風景を映しているディスプレイがあると分かってしまうことである。光学迷彩を施したい物体の表面に、無数の超小型のカメラと表示デバイスを形成して解決するというアイデアもあるが、技術的・理論的に見て、実現の日は遠いと思われる。
そこまで完璧な光学迷彩を実現しなくとも、周囲の色彩やパターンに合わせた迷彩パターンを、リアルタイムに計算して表示する「アクティブ迷彩」のようなものでも、高い効果が期待できそうである。カメレオンの擬態のようなものだが、このようなものならば、近い将来に実現可能かも知れない。
また、人間の脳による視覚処理の裏をかいて、「脳が認識できない」「脳が混乱してしまう」パターン・映像を表示するというアイデアもあるが、そもそも、そういった現象があり得るのかはっきりしていない。
なお、光学的な迷彩は、技術的には非常に興味深い一方で、乗り物に使用した場合は、騒音が大きいと音で大体の位置が予測されてしまう為あまり意味が無いのではないか、野外において埃や泥が付着すれば簡単に無効化されてしまうのではないか、既存の迷彩塗装と比較して迷彩効果そのものが過剰であり、投じるコストに見合った損耗率の低下が得られるのか＝費用対効果に優れるのか、等の疑問も存在している。
など、景色が透けて見えるほどの光学迷彩を積極的に必要とする理由が薄く、当分は、研究・実験レベルにとどまると思われる。

### 航空機の光学的ステルス
航空機のステルス技術の進歩がレーダー電波による探知性能を弱めており、人の目視による敵航空機の捜索が無視できなくなる。以下に航空機の目視捜索を困難にする技術について説明する。
ユーディの光

ユーディの光(Yehudi lights)またはイェフディの光と呼ばれる技術は機体の下部を照明によって照らし出す。地上や海上から空中の航空機を見た場合に背景となる空と同じ明るさにして、光学的なステルスを得るという方法。既に第二次世界大戦中のイギリス空軍のショート サンダーランド(Short Sunderland)のドイツ軍Uボートへの攻撃時に成功を収めていた。米軍のグラマン・アヴェンジャー(Grumman TBF Avenger)雷撃機では約1,000mに近づかないと発見されなかった。その後のレーダーの発達でこの技術は使用されなくなったが、近年の電波に対するステルス技術の発展によって、光学的ステルスとして再び関心が寄せられている。
飛行機雲
どれだけ高性能なステルス機も飛行機雲によって容易に発見される。B-2は飛行機雲抑制剤(Contrail-inhibiting chemical)のタンクを備えており、飛行機雲の発生を抑えるよう考慮されている。
塗装

カナダの低視認国籍マーク

 低視認性を志向した塗装は、海や空を背景としたとき低視認となるよう、わずかに青みがかった灰色が多いが、想定戦域によっては緑や褐色の迷彩(砂漠迷彩、森林迷彩など)もある。爆撃機の場合は、夜間作戦を想定した暗灰色が多い。鮮やかな色の国籍マークは第二次世界大戦後徐々に小さくなる傾向にあり、淡い色に変更されることもある。

## 対ステルス技術
現在各国ではステルス機の開発に加え、ステルス機の探知技術にも力を入れている。

### バイスタティック・レーダー
ステルス機はレーダーの電波を発信された方向とは「異なる方向」に反射させる工夫をしているが、この「異なる方向」の先に反射波を受信する専用レーダーがあればステルス機でも反射波を捉えることが可能となる。
レーダー波を送信する場所とレーダー波を受信する場所を初めから離しておいて、両者間は通信線で結び発信されたレーダーの情報を受信側に伝える。このようなレーダー・システムをバイスタティック・レーダーと呼ぶ。通常のレーダをモノスタティック・レーダーと呼ぶ。
バイスタティック・レーダーの技術を使えばステルス機をレーダで捉えられる。以下の課題がある。
1. 送信側と受信側が高度に同期を取ることが求められる
2. 受信装置の有効領域が狭くなる

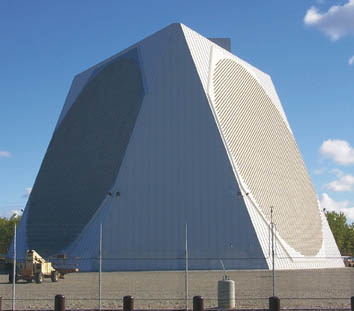
アラスカのフェーズドアレイレーダー(BMEWS)

1.は原子時計やGPS衛星により高度な同期が可能となっている。2.はフェーズドアレイレーダーやその発展形ともいえるデジタル・ビーム・ホーミングや高性能マイクロプロセッサによって複数の受信ビームを構成することで有効領域を広げることが可能となる。
対象の位置は次の2つの交点から求められる。
- 送信側の発射した時間と受信側の受信した時間による差によって導かれる、2点を焦点とする楕円
- 受信側の受信角度による直線

受信レーダーを複数持つものをマルチスタティック・レーダーと呼ぶ。バイスタティック・レーダーやマルチスタティック・レーダーはECCM性(Electronic counter-countermeasures)に優れ、敵の電波妨害に対して強い。

### パッシブ・レーダー
パッシブ・レーダーはバイスタティック・レーダーを一歩進めた技術であり、送信側のレーダーは設けずに代わりにラジオやテレビ、携帯電話などの既存の送信局をレーダー波源として利用するものである。バイスタティック・レーダーの利点や特徴に加えて、レーダー送信局がいらないのでコストが省け、敵の攻撃を受けるリスクも送信局分は無くなる。パルス圧縮技術やレンジサイドローブの影響を小さくする技術により現実的なレーダーとなってきている。

### 低周波数レーダー
機体の長さなどの半波長の低周波数レーダーを使用すれば探知精度は悪いながらもステルス機を探知することが可能である。ステルス機の電波吸収のための処理の多くが、火器管制用の短波長の電波に主眼が置かれており、低周波数帯での反射が比較的大きい事も探知側の有利に働いている。
ロシアと中国は既にVHF帯を用いた対ステルス機用のレーダーの配備を進めている。波長が1m程のVHFの電波は、垂直尾翼や翼端部分の寸法に近く、ここから強い反射が生じる。
VHF帯を用いた低周波数レーダーとして、ロシアは「55Zh6M・Nebo-M」、中国は「JA27Aスカイウォッチ-A」「JA27スカイウォッチ-U」を開発しNebo-MとJA27Aは配備中である。

## ステルス兵器一覧

### 艦艇
艦艇の中でも潜水艦は究極のステルス兵器と呼ばれる。

### 車両

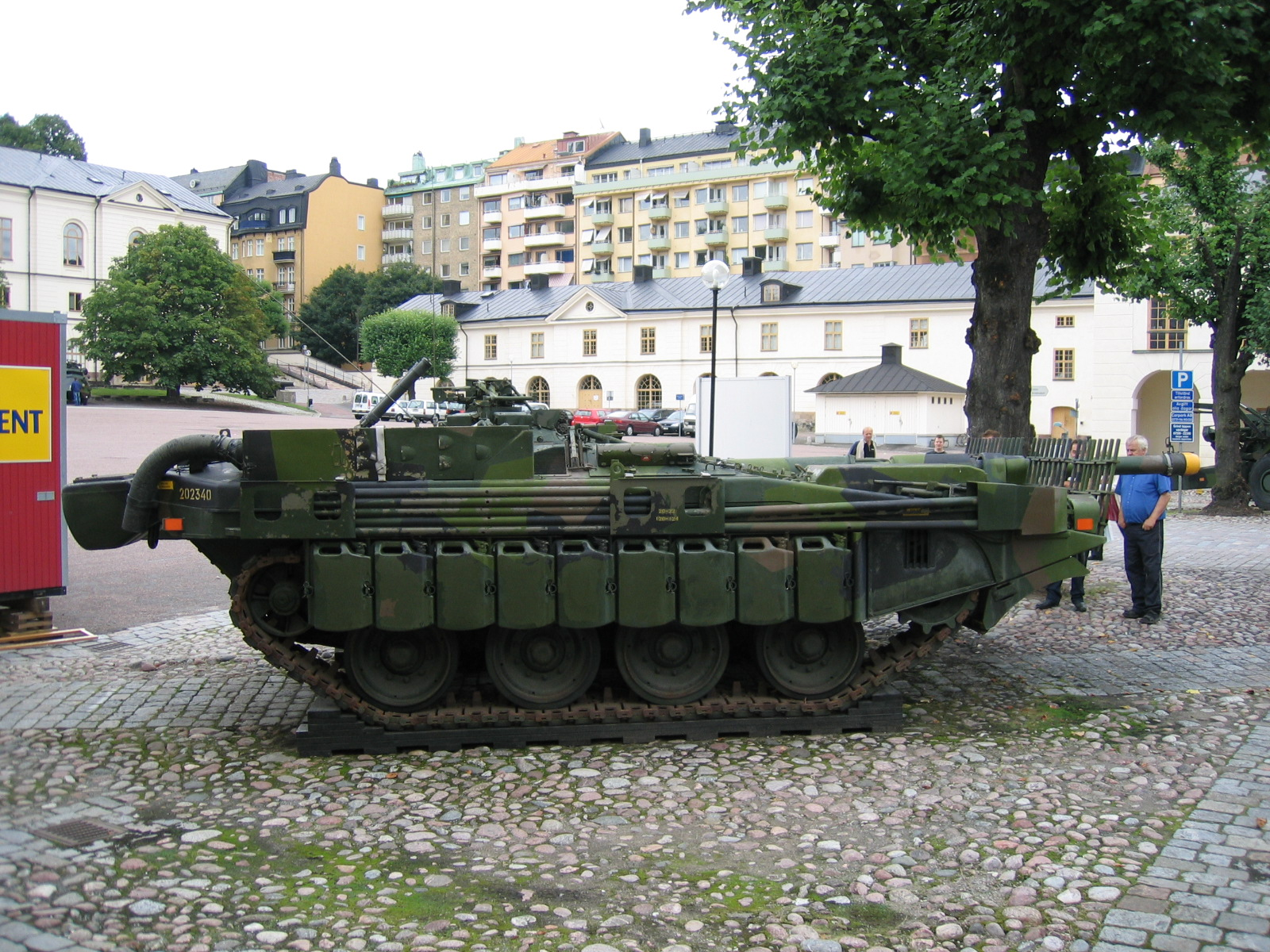
Strv.103

戦車の電波ステルスは主に、天敵である対戦車ヘリコプター対策となる。上方からの探知を防ぐため、上面のミリ波レーダーに対する反射断面積が抑制される。
赤外線モニターや赤外線誘導兵器対策として、エンジン排気の赤外線抑制も重要である。排気を拡散させる他、チャレンジャー1のように排気孔を車体床下に設置する設計がある。(排気孔を上面につける航空機とはちょうど逆である)
正面被弾面積を抑えるための低車体高は、低視認性も兼ねる。極端な例として、スウェーデンのStrv.103は待ち伏せ攻撃に特化するため回転砲塔を廃して車体高を下げ、低視認を実現している。

## ステルス性を扱ったドキュメンタリー映像作品
- ドッグファイト 〜華麗なる空中戦〜シリーズ 「ドッグファイト ～未来の空中戦～」前編・後編（ヒストリーチャンネル）

## フィクションにおけるステルス
光学迷彩のアイディアは、サイエンス・フィクションにおいては以前より使用されている。プレデターや攻殻機動隊などを参照。
- スタートレックシリーズの遮蔽装置。「偽装装置」「透明偽装装置」と言われる事もあった。
- スター・ウォーズシリーズのクローキング装置。宇宙船をセンサーやスキャナだけでなく、視覚的にも捉えられなくする。
- バード・オブ・プレイ(ボーイングで開発が行われていたステルスのプロトタイプ)
- プレデター(SF)
- ステルス(SF)
- ファイヤーフォックス
- カメレオン
- フィラデルフィア・エクスペリメント
- フィラデルフィア・エクスペリメント2 超時空決戦
- 攻殻機動隊
- マクロスシリーズ アクティブステルスシステムを採用した機種(一部のVFシリーズ・SV-51)が多く出ており、前進翼、可変翼を採用している機体も出ている。
- 戦闘妖精・雪風 ステルス性重視した、もしくはアクティブステルス機能持った航空母艦が多く登場している。
- 機動戦士ガンダムSEED(作中での名称はミラージュコロイド)
- 機動戦士ガンダム00
- メタルギアシリーズ(作中での名称はステルス迷彩)